# Frascineto
Frascineto är en ort och kommun i provinsen Cosenza i regionen Kalabrien i Italien. Kommunen hade 2 039 invånare (2018).